# Kabinett Ulmanis I

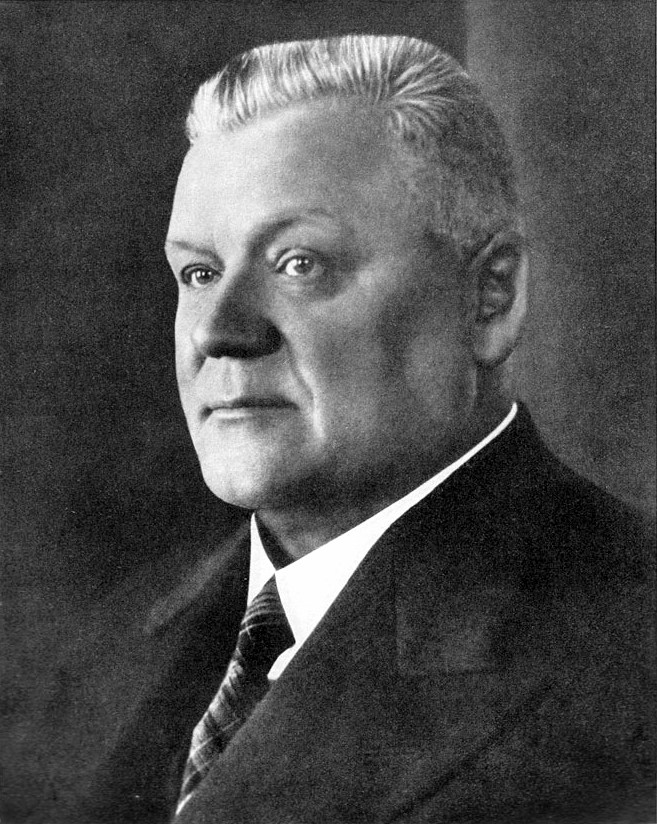
Ministerpräsident Kārlis Ulmanis

Das Kabinett Ulmanis I war die erste (provisorische) Regierung der Republik Lettland und wurde am 19. November 1918 von Ministerpräsident Kārlis Ulmanis gebildet. Das Kabinett blieb bis zum 13. Juli 1919 im Amt und wurde daraufhin vom Kabinett Ulmanis II abgelöste.
Dem Kabinett Ulmanis I gehörten folgende Minister an:
| Amt                                    | Amtsinhaber                             | Beginn der Amtszeit                 | Ende der Amtszeit               |
| -------------------------------------- | --------------------------------------- | ----------------------------------- | ------------------------------- |
| Ministerpräsident                      | Kārlis Ulmanis                          | 19. November 1918                   | 13. Juli 1919                   |
| Außenminister                          | Zigfrīds Anna Meierovics                | 19. November 1918                   | 13. Juli 1919                   |
| Innenminister                          | Miķelis Valters                         | 19. November 1918                   | 13. Juli 1919                   |
| Verteidigungsminister                  | Jānis Zālītis                           | 19. November 1918                   | 13. Juli 1919                   |
| Finanzminister                         | Kārlis Puriņš                           | 19. November 1918                   | 13. Juli 1919                   |
| Justizminister                         | Pēteris Juraševskis Eduards Strautnieks | 19. November 1918 14. März 1919     | 14. März 1919 13. Juli 1919     |
| Landwirtschaftsminister                | Kārlis Ulmanis Jānis Goldmanis          | 19. November 1918 21. Dezember 1918 | 20. Dezember 1918 13. Juli 1919 |
| Minister für Verkehr und Bauwesen      | Teodors Hermanovskis                    | 19. November 1918                   | 13. Juli 1919                   |
| Bildungsminister                       | Kārlis Kasparsons                       | 19. November 1918                   | 13. Juli 1919                   |
| Minister für Handel und Industrie      | Spricis Paegle                          | 19. November 1918                   | 13. Juli 1919                   |
| Versorgungsminister Wohlfahrtsminister | Kārlis Ulmanis Jānis Blumbergs          | 19. November 1918 17. März 1919     | 16. März 1919 13. Juli 1919     |
| Staatsrechnungshofmeister              | Eduard von Rosenberg                    | 19. November 1918                   | 13. Juli 1919                   |